# Kanpur
Kanpur, (hindi कानपुर, urdu کانپُر; conosciuta come Cawnpore prima del 1948) è una suddivisione dell'India, classificata come municipal corporation, di 2 532 138 abitanti, capoluogo del distretto di Kanpur Nagar, nello stato federato dell'Uttar Pradesh. In base al numero di abitanti la città rientra nella classe I (da 100 000 persone in su).
Kanpur è situata sulle rive del Gange ed è un importante centro industriale, con un'area di oltre 1000 km². La città è sede di numerosi istituti didattici, come la università CSJM, l'IITK, Harcourt Butler Technological Institute (HBTI), la University Institute of Engineering and Technology e il GSVM Medical College. È fra le città più inquinate al mondo.

## Geografia fisica
La città è situata a 26° 28' 0 N e 80° 20' 60 E e ha un'altitudine di 131 m s.l.m.

## Società

### Evoluzione demografica
Al censimento del 2001 la popolazione di Kanpur assommava a 2 532 138 persone, delle quali 1 354 581 maschi e 1 177 557 femmine. I bambini di età inferiore o uguale ai sei anni assommavano a 279 302, dei quali 152 867 maschi e 126 435 femmine. Infine, coloro che erano in grado di saper almeno leggere e scrivere erano 1 836 688, dei quali 993 726 maschi e 842 962 femmine.